# Rufius Valerius Messalla
 (novembre 2019).
Si vous disposez d'ouvrages ou d'articles de référence ou si vous connaissez des sites web de qualité traitant du thème abordé ici, merci de compléter l'article en donnant les références utiles à sa vérifiabilité et en les liant à la section « Notes et références ».
Rufius Valerius Messalla (fl. 399-400) était un homme politique de l'Empire romain.

## Vie
Fils de Rufius Maecius Placidus, consularis vir en 370, et de sa femme Valeria, petit-fils paternel de Postumius Rufius Festus Avienus et de sa femme Maecia Placida et petit-fils-maternel de Lucius Valerius Maximus Basilius et de sa deuxième femme Vulcacia.
Il fut préfet du prétoire d'Italie et préfet du prétoire d'Afrique en 399-400.
Il s'est marié avec Probiana, fille de Gabinius Vettius Probianus. Ils ont eu pour fils Rufius Probianus.